# Klösterle (Schwäbisch Gmünd)

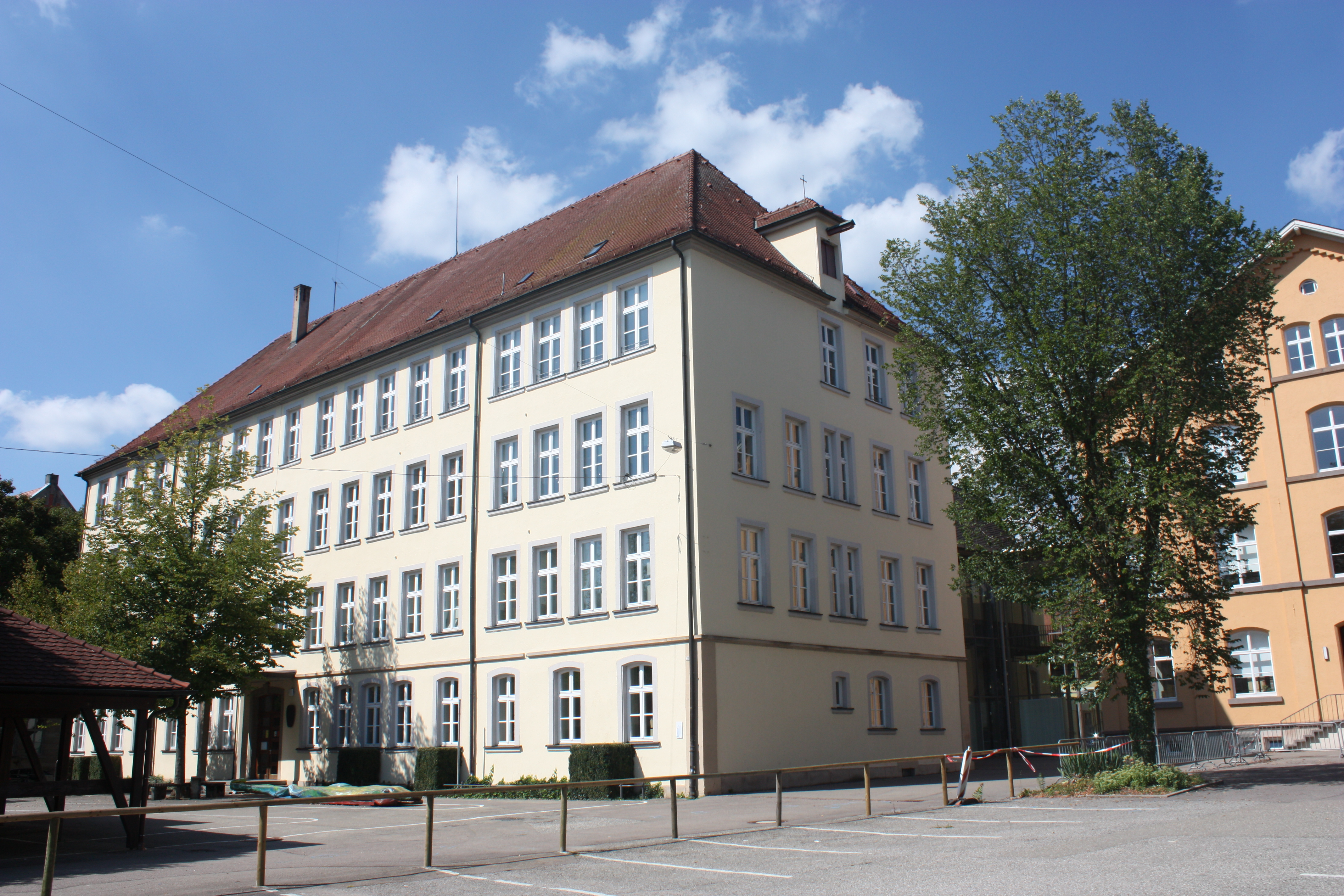
Das Klösterle von Südosten

Das Klösterle in Schwäbisch Gmünd beherbergte das Kloster der Franziskaner-Tertianerinnen zum Hl. Ludwig in der Nachbarschaft des Kapuzinerklosters und dient heute als Schulhaus einer Grundschule und der Volkshochschule. Es war das kleinste Kloster der Stadt.

## Geschichte
Die Stiftung des heutigen Klösterles fand am 15. Dezember 1445 durch die Gmünder Witwe Anna Hammerstätter statt, doch schon um 1400 existierte im Bereich des Klösterle ein Seelhaus. Die Seelschwestern passten ihre Lebensweise schnell, nämlich angeblich schon 1447, sicher aber seit 1476 den Drittordensregeln des Franziskus von Assisi an. 1658 wird ein Umbau des Klösterle beurkundet, kurz darauf, ab 1684, kam es dann zu Streitigkeiten zwischen den Seelschwestern und dem Rat der Stadt, da dieser befand, dass das Schwesternhaus zu einem vornehmen Kloster geworden sei. Auch die angrenzende Pfarrei war mit der Entwicklung des Schwesternhauses nicht einverstanden, schloss aber mit den Schwestern 1700 einen Vertrag, wonach die Schwestern eine Kapelle errichten durften, aber ohne stadtseitigen Eingang. Die erste heilige Messe in dieser Kapelle wurde schon 1701 gefeiert. Trotz dem anders lautenden Vertrags hatte diese Kapelle einen stadtseitigen Eingang und sogar einen Dachreiter mit Glocke.
Da die Stadt wohl eine Expansion des Klosters befürchtete, musste sich das Kloster 1756 verpflichten, die an das Kloster angrenzende, geschenkte Scheuer nicht in Wohnungen umzuwandeln. Keine zehn Jahre später, 1765 wurde schon der Grundstein für einen Klosterneubau mit Klosterkirche gelegt. Der Neubau wurde vom Stadtbaumeister Johann Michael Keller errichtet.
Neben der Krankenpflege und der Beschulung von Mädchen erarbeitete sich die Gemeinschaft der Schwestern des Klosters ihren Lebensunterhalt selbst. Sie verkauften Backwaren sowie Obst und Gemüse aus dem Klostergarten. Des Weiteren diente das Bankgeschäft als wirtschaftlicher Zweig des Klosters. Gmünder Bürger konnten beim Kloster ihr Geld gegen Zinsen anlegen.
1803 wurde das Kloster im Zuge der Säkularisation geschlossen und die Wertgegenstände wie der Kirchenschatz aus dem Kloster entfernt. Doch die Schwestern durften nach kurzer Zeit zurückkehren. Das Klösterle wurde zur Mädchenschule. In den Jahren 1816 bis 1820 ging das Klösterle stückweise an die Stadt über. Die Kirche wurde zur Turnhalle, die oberen Stockwerke zu einer Lateinschule. 1825 endete die Ära der Schwestern im Klösterle endgültig. 1909 wurde das Gebäude unter Oberbürgermeister Paul Möhler für die reine Schulnutzung umgestaltet. Seitdem beherbergte das Klösterle viele Schularten, heute werden die Räumlichkeiten durch die Klösterle-Grundschule und die Gmünder Volkshochschule genutzt.

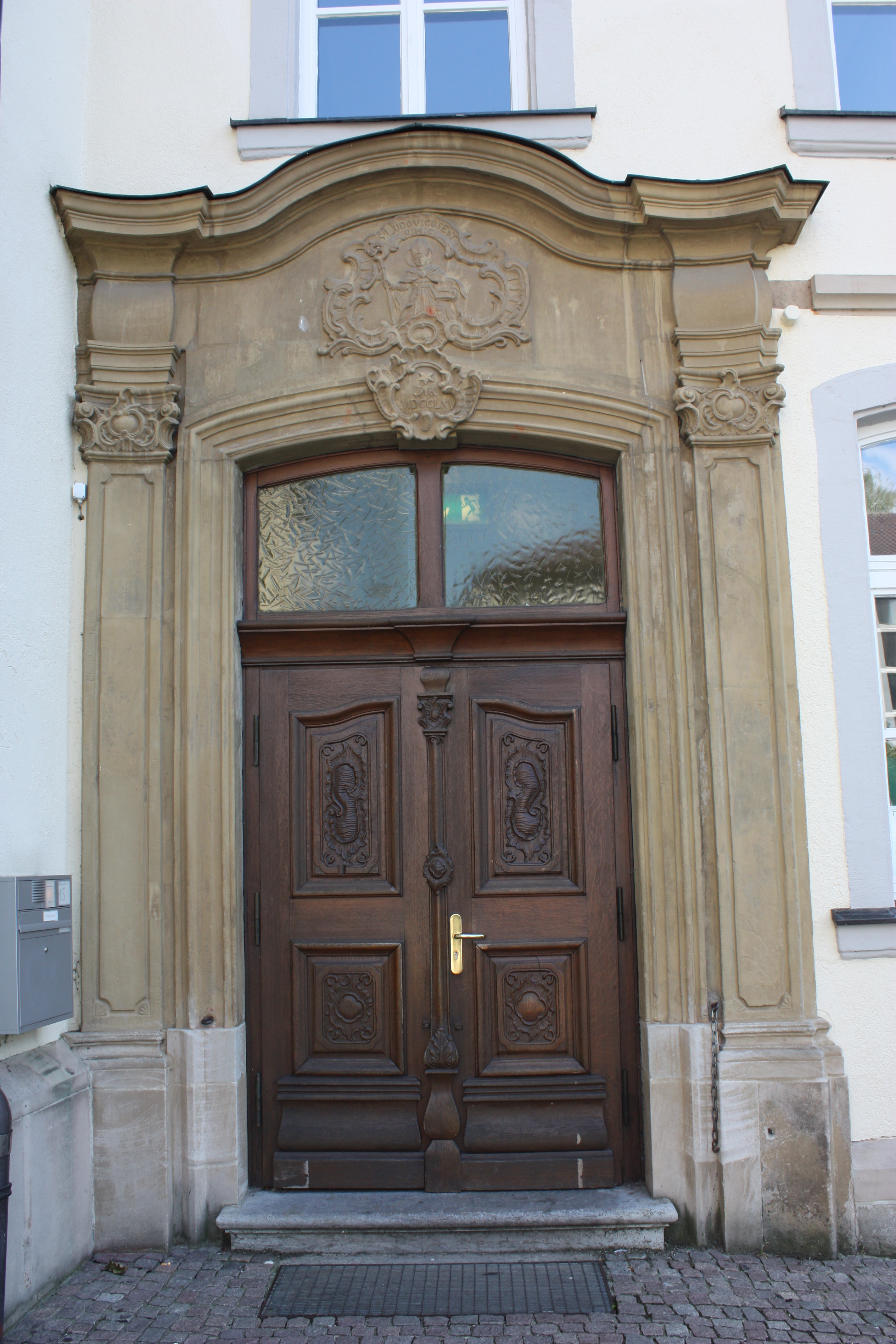
Nur noch wenige Teile des Gebäudes erinnern an die historische Bausubstanz
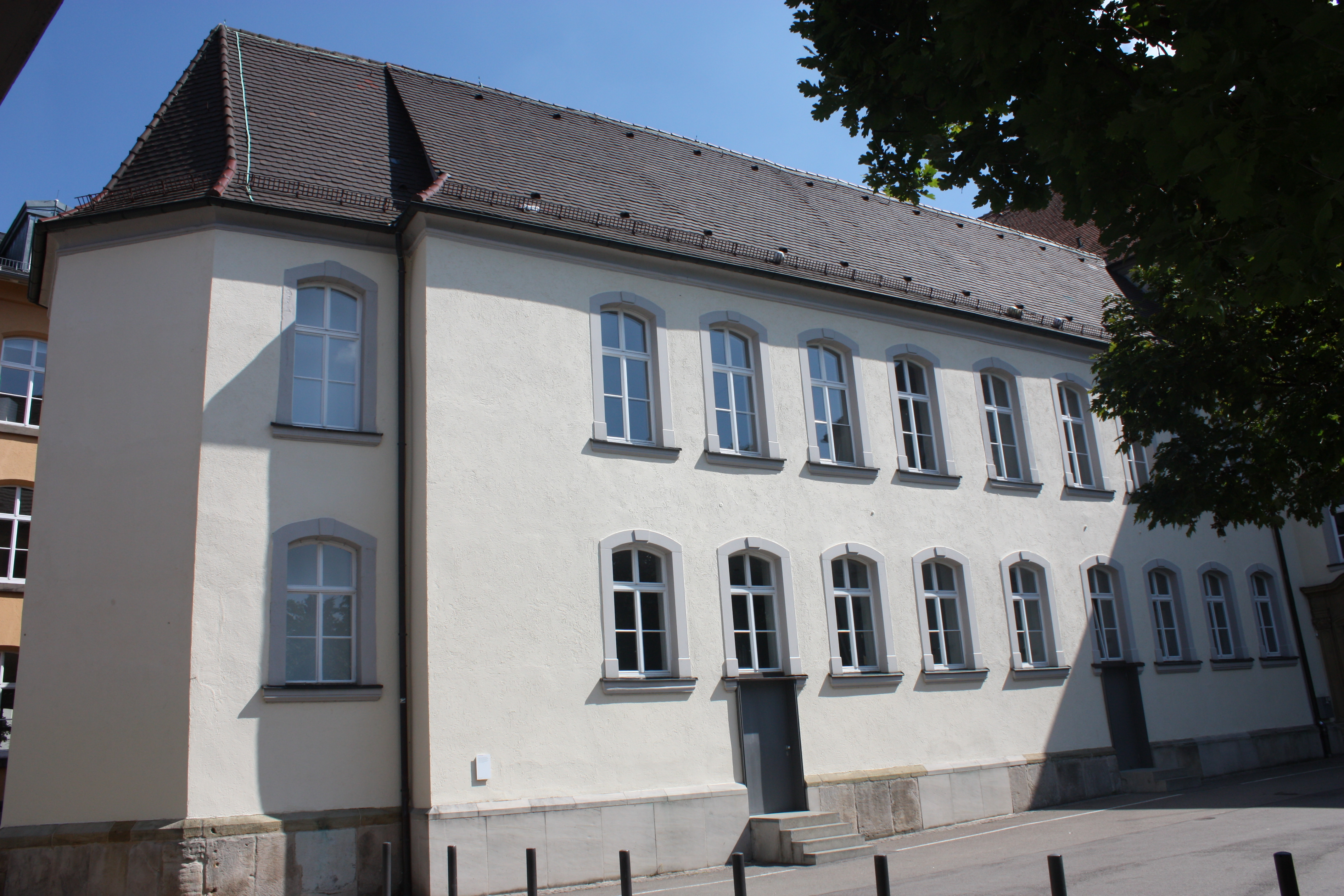
An die heutige Nutzung angepasster Kirchentrakt
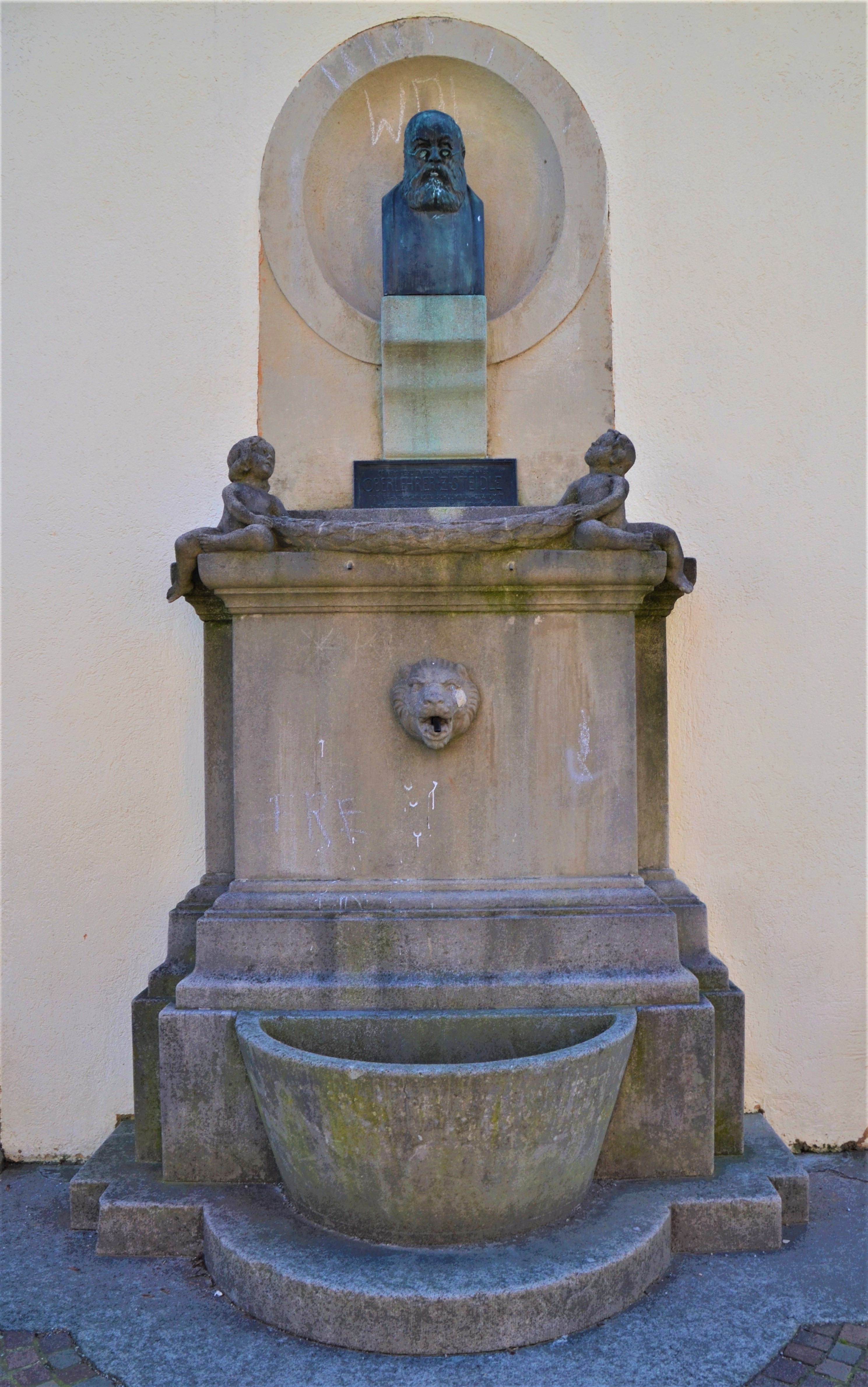
Denkmal für Oberlehrer Z. Steidle